# Saiva (Jokkmokks socken, Lappland, 745358-160369)
Saiva är en sjö i Jokkmokks kommun i Lappland och ingår i Luleälvens huvudavrinningsområde. Sjön har en area på 0,373 kvadratkilometer och ligger 495,9 meter över havet. Saiva ligger i Laidauredeltat Natura 2000-område.